# Two Years at Sea
Two Years at Sea er en dokumentarfilm af Ben Rivers  handler om en mand der lever ude i skoven, han har et hus og en campingvogn og en kat. Skuespilleren er Jake Williams.